# Hymenoepimecis argyraphaga
Hymenoepimecis argyraphaga là một loài tò vò trong họ Ichneumonidae.
Đây là loài tò vò ký sinh với vật bị ký sinh là loài nhện Plesiometa argyra. Loài tò vò nà bất thường trong việc thay đổi hành vi xây dựng mạng nhện của con nhện để tạo ra một mạng nhện được tạo thành từ những đường tơ rất chắc chắn được thiết kế để chứa kén của tò vò mà không bị vỡ trong mưa.
Tò vò cái trưởng thành tạm thời làm tê liệt con nhện và đẻ một quả trứng trên bụng của nó. Trứng nở thành một ấu trùng hút máu hemolymph của nhện thông qua các lỗ nhỏ, trong khi nhện đi lại dệt mạng nhện bình thường của nó và săn bắt côn trùng trong một đến hai tuần tới. Khi ấu trùng đã sẵn sàng để lột xác, nó sẽ tiêm một chất hóa học vào nhện, làm cho nó xây dựng một mạng nhện, thiết kế của nó hoàn toàn khác với bất kỳ nó đã từng tạo ra, và sau đó nằm bất động ở giữa mạng nhện này. Ngay cả khi ấu trùng được loại bỏ trước khi quá trình đan mạng nhện, con nhện vẫn tham gia vào việc đang mạng nhện không bình thường này. Ấu trùng ong sau đó lột xác, giết chết nhện bằng chất độc và hút cơ thể khô trước khi vứt bỏ nó và xây dựng một cái kén treo ở giữa trang web mà con nhện vừa mới chế tạo. Ấu trùng nhốt trong kén, sau đó xuất hiện để giao phối và bắt đầu chu kỳ lại.